# Adrian Smith (homme politique)
Pour les articles homonymes, voir Adrian Smith (homonymie) et Smith.
Adrian Michael Smith, né le 19 décembre 1970 à Scottsbluff, est un homme politique américain, représentant républicain du Nebraska à la Chambre des représentants des États-Unis depuis 2007.

## Biographie
De 1994 à 1998, il siège au conseil municipal de Gering. Il est élu à partir de 1997 à la Législature du Nebraska.
Lors des élections de 2006, il est candidat à la Chambre des représentants des États-Unis dans le 3e district du Nebraska. Le district est un bastion rural du Parti républicain. George W. Bush y a remporté l'élection présidentielle de 2004 avec 75 % des voix. Le représentant sortant, Tom Osborne (en) se présente au poste de gouverneur. Smith n'est pourtant élu qu'avec 55 % des voix. Ce faible score — pour le district — s'explique par un climat national défavorable au Grand Old Party, une primaire républicaine difficile et une bonne campagne du démocrate Scott Kleeb.
Depuis 2004, il est largement réélu tous les deux ans, avec des scores toujours supérieurs à 70 % des voix.

## Vie privée
En novembre 2014, Adrian Smith épouse Andrea McDaniel, qui travaille à l'Institut Aspen de Washington.